# Comuna Vuzenica
Vuzenica (Občina Vuzenica) este o comună din Slovenia, cu o populație de 2.786 de locuitori (2002).

## Localități
Dravče, Sv. Primož na Pohorju, Sv. Vid, Šentjanž nad Dravčami, Vuzenica